# Вльора (область)
Вльора (алб. Qarku i Vlorës албанська вимова: [vlɔɽ(ə)]) — область на південному заході Албанії. Адміністративний центр — місто Вльора.

## Адміністративний поділ
До складу області входять округи:
| Округ    | Адміністративний центр | Населення, осіб (2010) | Площа, км² | Муніципалітети |
| -------- | ---------------------- | ---------------------- | ---------- | --- |
| Дельвіна | Дельвіна               | 10 810                 | 348        | Delvinë, Finiq, Mesopotam, Vergo                                                                                     |
| Саранда  | Саранда                | 35 201                 | 749        | Aliko, Dhivër, Konispol, Ksamil, Livadhja, Lukovë, Markat, Sarandë, Xarrë                                            |
| Вльора   | Вльора                 | 147 411                | 1609       | Armen, Brataj, Himarë, Horë-Vranisht, Kotë, Novoselë, Orikum, Qendër, Selenic ë, Sevaster, Shushicë, Vllahinë, Vlorë |

Населення 175 640 осіб (2011), площа 2706 км².
Межує з областями:
- Гирокастра на сході
- Фієрі на півночі